# Chilicola aequatoriensis
Chilicola aequatoriensis is een vliesvleugelig insect uit de familie Colletidae. De wetenschappelijke naam van de soort is voor het eerst geldig gepubliceerd in 1942 door Benoist.